# Oxyrhachis palus
Oxyrhachis palus är en insektsart som beskrevs av Buckton. Oxyrhachis palus ingår i släktet Oxyrhachis och familjen hornstritar. Inga underarter finns listade i Catalogue of Life.